# 2015 في بلجيكا
فيما يلي قوائم الأحداث التي وقعت خلال عام 2015 في بلجيكا.

## سياسة

### انتهاء فترة المنصب
- 1 يناير – زكية الخطابي عضو مجلس النواب من بلجيكا.

## رياضة
- 1 يناير – ثلاثة أيام فلاندرز الغربية 2015 الفائز يفيس لامارت.
- 28 فبراير – طواف نيوشبلاد 2015 الفائزون توم بونن، إيان ستانارد، نيكي تيربسترا.
- 1 مارس – كرونا بروكسل 2015 الفائزون ألكسندر كريستوف، إيليا فيفياني، مارك كافنديش.
- 4 مارس – لو سامين 2015 الفائزون كريستوف لابورت، جياني ميرسمان، كريس بويكمانز.
- 18 مارس – سباق نوكير كويرز 2015 الفائزون Scott Thwaites [الإنجليزية]‏، جوستين جوليس، كريس بويكمانز.
- 20 مارس – هاندزام الكلاسيكي 2015 الفائزون Antoine Demoitié [الإنجليزية]‏، جياني ميرسمان، تيسج بنوت.
- 25 مارس – دفارز دور فلاندرز 2015 الفائزون ديلان فان بارلي، إدوارد ثيونس، Jelle Wallays [الإنجليزية]‏.
- 27 مارس – إي ثري هاريل بيك 2015 الفائزون زدينيك ستيبار، جيرانت توماس، ماتيو ترينتين.
- 29 مارس – غنت-وفلجم 2015 الفائزون لوكا باوليني، جيرانت توماس، نيكي تيربسترا.
- 5 أبريل – طواف فلاندرز 2015 الفائزون ألكسندر كريستوف، جريج فان أفرمت، نيكي تيربسترا.
- 8 أبريل – شيلدبرايش 2015 الفائزون ألكسندر كريستوف، يوهيني هوتاروفيتش، إدوارد ثيونس.
- 15 أبريل – برابانتس بييل 2015 الفائزون مايكل ماثيوز، فيليب جيلبير، بن هيرمانز.
- 22 أبريل – فليش والون 2015 الفائزون جوليان ألافيليب، مايكل ألباسيني، أليخاندرو بالبيردي.
- 26 أبريل – لييج-باستون-لييج 2015 الفائزون جوليان ألافيليب، خواكيم رودريغيث، أليخاندرو بالبيردي.
- 14 يونيو – طواف ليمبورغ 2015 الفائزون Wouter Mol [الإنجليزية]‏، ديميتري كلايس، بيورن لوكيمانز.
- 9 أغسطس – أنتويربس هافنبيجل 2015 الفائزون Aidis Kruopis [الإنجليزية]‏، Stan Godrie [الإنجليزية]‏، Gerry Druyts [الإنجليزية]‏.
- 18 أغسطس – غروت بريجس ستاد زوتيجم 2015 الفائزون أوليفر ناسن، Antoine Demoitié [الإنجليزية]‏، كيني ديهاس.
- 23 أغسطس – جائزة بلجيكا الكبرى 2015 الفائز لويس هاملتون.
- 23 أغسطس – غروت بريجس جيف شيرنز 2015 الفائزون ديميتري كلايس، بيورن لوكيمانز، Mark McNally (cyclist) [الإنجليزية]‏.
- 26 أغسطس – دريفينكويرز أوفيريجز 2015 الفائزون ماركو ماركاتو، شون دي بي، جيروم بوغنيز.
- 30 أغسطس – شال سيلس مركسم 2015 الفائزون تيم ميرلير، أوليفر ناسن، Robin Stenuit [الإنجليزية]‏.
- 12 سبتمبر – دي كوستبيجل 2015 الفائزون روي يانس، Marco Zanotti (cyclist, born 1988) [الإنجليزية]‏، Coen Vermeltfoort [الإنجليزية]‏.
- 18 سبتمبر – بطولة فلاندرز 2015 الفائزون أدريان آس ستين [الإنجليزية]‏، Nikolay Trusov [الإنجليزية]‏، ميخال غولاش.

## أفلام
من الأفلام التي صدرت هذه السنة في بلجيكا:
- 1 يناير – أغنية من البحر من إخراج توم مور.
- 1 يناير – الفتاة الدانماركية من إخراج توم هوبر.
- 1 يناير – بروكلين من إخراج جون كرولي (مخرج أفلام).
- 1 يناير – ذا لوفت من إخراج Erik Van Looy [الإنجليزية]‏.
- 1 يناير – كل شئ عنهم من إخراج Jérôme Bonnell  [لغات أخرى]‏.
- 1 يناير – متتالية فرنسية من إخراج Saul Dibb [الإنجليزية]‏، Michael Kuhn [الإنجليزية]‏.
- 1 يناير – مدام بوفاري من إخراج Sophie Barthes [الإنجليزية]‏.
- 24 سبتمبر – العشق من إخراج غاسبار نوي.

## موسيقى

### أغاني
من الأغاني التي صدرت هذه السنة في بلجيكا:
- 19 مايو – إيقاع الداخل من غناء لويك نوتي.

## وفيات

### يناير
- 5 يناير – ألفونس بيتيرس (مواليد 1943) لاعب كرة قدم بلجيكي.
- 28 يناير – إيف شوفان (مواليد 1930) كيميائي فرنسي.

### فبراير
- 18 فبراير – كلود كريكويليون (مواليد 1957) درّاج طريق بلجيكي.

### يونيو
- 15 يونيو – ويلفريد ديفيد (مواليد 1946) درّاج طريق بلجيكي.

### سبتمبر
- 15 سبتمبر – برنارد فان دي كيركوف (مواليد 1941) درّاج طريق بلجيكي.

### أكتوبر
- 5 أكتوبر – شانتال أكرمان (مواليد 1950) مخرجة أفلام بلجيكية.

### نوفمبر
- 18 نوفمبر – عبد الحميد أبا عود (مواليد 1987)
- 27 نوفمبر – فيليب واشر (مواليد 1924) لاعب كرة مضرب بلجيكي.

### ديسمبر
- 4 ديسمبر – إريك دي فلامنك (مواليد 1945)